# 아베 신노스케
아베 신노스케(일본어: 阿部 慎之助, 1979년 3월 20일 ~ )는 일본의 프로 야구 선수이며, 전 센트럴 리그인 요미우리 자이언츠의 소속 선수(포수)이자, 현 센트럴 리그 요미우리 자이언츠의 1군 작전 겸 디펜스 수석코치이다.
2007년부터 2014년까지 요미우리의 주장을 맡았고 2015년부터는 포수에서 내야수로 등록을 변경했다. 2019 시즌을 끝으로 은퇴를 선언했다.

## 인물

### 프로 입단 전
지바현 출신으로 아버지는 실업팀인 덴덴 도쿄에서 소속된 야구 선수출신으로 가케후 마사유키와 나라시노 시립 나라시노 고등학교의 동창생이었다. 가케후와 클린업을 짜면서 가케후는 3번 타자, 아버지는 4번 타자로 활약해 여름에 열린 고시엔 대회에 출전한 경력이 있다. 그 영향으로 어렸을 때 한신 타이거스의 팬이면서 가케후를 동경해 좌타자로 활약하게 되었다.
그 후 아버지의 권유로 우라야스시 야구 협회 연식 소년 야구팀에 입단하여 야구에 입문해 이후 야스다가쿠엔 고등학교 시절 통산 38개의 홈런을 기록했다. 고교 졸업 후 주오 대학에 진학하면서 주오 대학 시절 3학년 봄까지 도토대학 2부 리그에서 활약하면서 2부 리그 통산 51경기 출장, 186타수 58안타, 타율 3할 1푼 2리, 12홈런, 41타점을 기록했다. 3학년 가을에는 1부 리그로 승격되어 1부 리그 통산 28경기 출장, 92타수 27안타, 타율 2할 9푼 3리, 5홈런, 19타점을 기록했고 베스트 나인 1회에 선정되기도 했다. 2000년 9월에는 시드니 올림픽 일본 대표팀 선수로 발탁되어 출전했고 같은 해 11월 드래프트 회의에서 1순위(역지명)로 지명을 받아 요미우리 자이언츠에 입단했다.

### 프로 입단 후

#### 2001년
요미우리 구단으로서는 야마쿠라 가즈히로 이후 23년 만의 ‘신인 포수 개막전 선발 멤버’로서 출전해 그 경기에서는 첫 타석에서 첫 안타를 때려내는 것을 포함한 4타점을 기록하였다. 최종적으로 타격에서는 시즌 13개의 홈런을 기록, 신인 포수의 시즌 두 자릿수 홈런은 다부치 고이치 이후의 두 번째였으며, 규정 타석에는 6타석이 부족했다. 당시 요미우리는 무라타 신이치를 대신하는 정포수의 육성이 급선무였던 일도 있어 나가시마 시게오 감독은 계속 기용했고, 프로 야구 포수로서의 경험을 거듭하게 되었다.

#### 2002년
하라 다쓰노리 감독이 지휘봉을 잡은 이후 전년도의 경험을 살려 127경기에 출전해 팀의 리그 우승과 일본 시리즈 우승을 동시에 이끈 우승 멤버로 활약하면서 베스트 나인과 골든 글러브상을 동시에 선정되는 등 수비에서도 높은 평가를 받았다. 시즌 후반부터 다카하시 요시노부의 부진으로 3번 타자로 활약하여 끝내기 홈런을 기록, ‘사요나라 신짱’(サヨナラ慎ちゃん)이라는 별명이 붙었다. 그 해 아베가 규정 타석수에 도달한 것으로서 요미우리 구단으로서는 1987년에 야마쿠라 가즈히로 이후 포수에 의한 규정 타석에 도달하는 기록을 경신했다.

#### 2003년
시즌 중반 부상을 당해 전력에서 이탈 당하면서 94경기에 출전하는 등 규정 타석에서는 부족했지만 시즌 타율 3할 3푼을 기록했다. 그 해 처음으로 올스타전에 출장했다.

#### 2004년

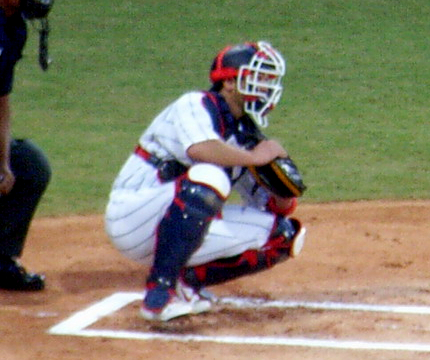
베이징 올림픽 일본 대표팀 시절의 아베 신노스케

4월 9일부터 4월 16일까지 6경기 연속 홈런을 기록, 4월 28일에는 3홈런을 기록하는 등 개막 이후부터 홈런을 기록하면서 4월에 16개의 홈런을 기록했지만 5월 12일에는 세계 기록에 줄선 ‘개막 33경기 만에 20개 홈런’을 기록한다. 5월 후반과 6·7월은 각각 2개씩에 머물러 8월에는 갑작스런 부상도 있었지만 최종적으로 33개의 시즌 홈런을 기록하였다. 그런데도 시즌 33개의 홈런은 요미우리 소속 포수로서는 사상 최초이자 30개의 홈런을 넘은 성적이며, 월간 16개 홈런은 오 사다하루가 지금까지의 구단 기록을 경신하면서 1981년의 가도타 히로미쓰(난카이 호크스), 1994년의 에토 아키라(히로시마 도요 카프)와 대등한 일본 타이 기록이다. 규정 타석에 도달한 이후 처음으로 타율 3할대를 기록, 11월에는 미일 야구 대회에 포수·대타 출전하여 전체 8경기 중 6경기에 출전했지만, 13타석 11타수 무안타 2볼넷이라는 저조한 성적을 기록하였다.

#### 2005년
전년도부터 계속되어온 부상에 시달리면서, 특히 오른쪽 어깨 부상 때문에 도루 저지율이 큰 폭으로 저하되었다. 타격은 호조를 이루어 5번 타자로 출장, 최종적으로 타율은 3할 대를 넘어 출루율과 득점권 타율은 팀내 1위를 기록하였으며, 8월 23일 요코하마 베이스타스전에서는 프로 데뷔 후 처음으로 1루수로 선발 출장, 오른쪽 어깨 통증으로 인해 포수로서의 수비는 어렵기도 하였지만, 요미우리 공격의 중심이 되고 있었기 때문에 수비의 부담이 적은 1루수로 출전하였다.

#### 2006년
이듬해인 2006년 월드 베이스볼 클래식 일본 대표팀 선수로 발탁되었지만 대회 개막을 앞둔 상황에서 갑작스런 부상 후유증으로 인해 출전을 포기, 이후 정규 경기에서 시즌 타율이 4년 만에 3할을 밑도는 것을 포함하여 홈런도 개인 성적 최저인 10개로 끝났다. 포수로서는 자신의 역대 최고 기록이자 도루 저지율인 4할 4푼 3리를 기록했다. 10월 18일에는 회사원인 여성과의 결혼을 발표했다.

#### 2007년
그 해 팀의 주장으로 임명, 6월 9일의 라쿠텐전에서 구단 역사상 72번째의 4번 타자를 맡아 2홈런, 5타점을 기록하여 맹활약을 했다. 또 6월 14일의 오릭스 버펄로스전에서는 첫 회에 히라노 요시히사로부터 만루 홈런을 때려내면서 이 홈런은 프로 야구 사상 최초의 구단 통산 200개의 만루 홈런이 되었다. 올스타전 2차전에서는 MVP를 차지했다.
9월 25일에는 33개의 홈런을 기록, 데뷔 이후 처음으로 100타점을 달성하였는데 포수로 등록된 선수의 시즌 100타점 달성은 2003년의 조지마 겐지(당시 후쿠오카 다이에 호크스) 이래 사상 4번째였다. 또 센트럴 리그에서는 다이요 웨일스의 몬젠 마사토 이후 두 번째로 57년 만의 기록을 경신했다. 또 2008년에 열리는 베이징 올림픽 야구 일본 대표팀 선수로 출전, 예선 3경기에 출전해 13타수 10안타 4타점, 타율 7할 6푼 9리의 성적을 기록하여 최우수 타자상(수위 타자)과 MVP를 동시에 수상했다.

#### 2008년
2008년 베이징 올림픽 출전을 위해 소속팀을 떠났지만 아베는 팀의 중심타자로서의 견인차 역할을 하여 2년 연속 리그 우승에 기여했다. 그러나 우승을 결정짓는 경기에서 주루 플레이 도중 오른쪽 어깨 부상을 당했는데 일본 시리즈에는 주로 대타로 출전하여 1개의 홈런을 포함한 타율 4할을 기록하여 맹활약을 했지만 팀의 준우승을 막긴 역부족이었다.

#### 2009년
이듬해 2009년 월드 베이스볼 클래식 일본 대표팀 선수로 발탁되어 등번호는 10번으로 배정받았다. 전년도의 부상으로 인한 영향도 있어 그만큼 출전 기회에는 풍족하지 않았지만 제2 라운드 1조 1위 결정전에서는 선발 멤버로서 포수 마스크를 착용했다. 정규 시즌에서는 선발 명단에서 제외되어 세스 그레이싱어가 선발로 등판할 시에는 쓰루오카 가즈나리가 마스크를 쓰면서 아베는 1루수로서 출전하는 일도 있었다. 그러나 9월에는 5경기에서 무려 7개의 홈런을 때려내는 등 월간 MVP를 수상했다. 팀내에서 가장 높은 성적이자 리그 2위인 32개의 홈런, 리그 1위의 장타율을 기록해 팀의 리그 3연패 달성에 기여했다. 9월 18일, 도쿄 야쿠르트 스왈로스전에서 요미우리의 포수로서는 처음이 되는 통산 200홈런을 달성했고, 이후 일본 시리즈에서도 끝내기 홈런과 결승타를 기록, 수비면에서도 이나바 아쓰노리, 다카하시 신지를 삼진으로 처리하여 팀은 7년 만의 일본 시리즈 우승을 달성해 본인도 시리즈 MVP에 선정되는 영예를 안았다.

#### 2010년
5월 21일의 라쿠텐전에서는 나가이 사토시로부터 홈런을 때려내 10년 연속 두 자릿수 홈런 기록을 달성, 요미우리에서는 나가시마 시게오, 오 사다하루, 하라 다쓰노리, 마쓰이 히데키, 다카하시 요시노부에 뒤를 이은 6번째다. 6월 19일의 주니치전에서는 아사오 다쿠야로부터 이 경기에서의 2개 홈런을 기록하면서 통산 6번째의 연간 20홈런을 달성했다. 그리고 2004년 이후 양대 리그에서 가장 빠른 기록으로 20홈런을 기록(같은 날에는 크레이그 브라젤도 기록)하였고 6월에는 타율 3할 7푼 5리, 14홈런, 21타점이라는 좋은 성적으로 월간 MVP에 선정되었다. 9월 11일의 히로시마전에서 포수로서는 노무라 가쓰야, 다부치 고이치에 뒤를 잇는 역대 세 번째의 시즌 40홈런을 달성했다. 이 기록은 구단 역사상 처음있는 일이자 좌타자로서도 달성한 최초의 기록이다. 시즌 후에 가진 재계약과 관련해서는 최고 연봉인 4억엔을 구단에서 제시되었다.

#### 2011년

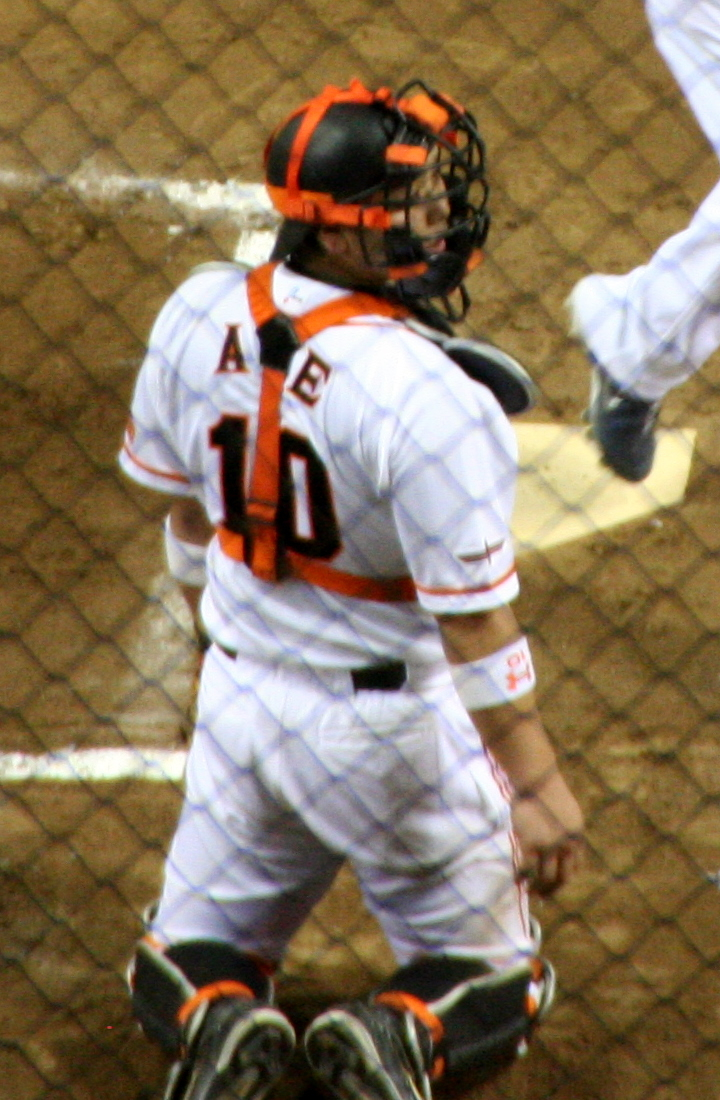
수비 중인 아베 신노스케

동일본 대지진의 영향으로 일정이 늦어진 것에 의해 4월 5일의 한신과의 연습 경기에서는 오른쪽 장딴지를 다치는 등 시즌 준비가 늦어지기도 했다. 그 후에는 2군에서의 조정을 거쳐 1군에 복귀 무대이자 교류전 첫 경기인 라쿠텐전에서 5번·포수로 출전, 9회초 2사에 주자없는 상황에서 첫 안타를 때려내 역전의 발판을 만들었다. 시즌 종반에서는 알렉스 라미레스를 대신해서 4번 타자로 활약하는 등 공격과 수비에 걸쳐서 팀을 견인했다.
9월 29일의 요코하마전에서는 센트럴 리그 기록이자 다니시게 모토노부가 기록한 1708차례의 연속 수비 기회 무실책 기록을 경신, 1709차례의 신기록을 달성하는 등 최종적으로는 114경기에 출전하여 타율 2할 9푼 2리로 114개의 안타, 61타점, 그리고 홈런도 팀내 2위인 20개와 5년 연속으로 20홈런을 달성했다. 시즌 중에는 제7회 ‘조지아혼상’을 수상했고 JA 전농 Go·Go상은 8월의 ‘최다 도루 저지상’부문, 9월의 ‘최다 2루타·3루타상’부문, 10월의 ‘최우수상’이라는 3개월 연속 수상자로 선정된 것 외에도 5년 연속이 되는 베스트 나인에도 선정되었다.
시즌 종료 후 계약 갱신에서는 부상때문에 출발이 늦어지면서도 팀 타선을 견인했다는 평가를 받아 작년과 동일한 4억 엔(추정)으로 재계약을 맺었다.

#### 2012년
정규 시즌에서는 주로 4번 타자로 기용되면서 역대 최다 타이 기록이 되는 1시즌 3차례의 월간 MVP를 수상하는 등 팀을 견인했고 처음으로 수위타자, 타점왕, 최고 출루율 등 타격 부문 타이틀을 연달아 획득했다. 홈런도 블라디미르 발렌틴과의 4개 차이를 나타내며 2위를 기록했고 타점은 양대 리그에서 유일하게 100타점 이상을 넘는 104 타점을 기록했다. 또, 삼진 개수도 규정 타석을 채운 선수 중에서 리그 최저를 나타냈다.

#### 2014년
골든글러브 수상과 8년 연속 포수 부문 베스트 나인에 선정되었지만 정규시즌에서는 부진한 모습을 보여서 시즌 후반기에는 포수에서 1루수로 포지션을 바꾸어 출전하기도 했다.부진한 모습탓에 연봉은 2003년 이후 처음으로 삭감되어 2015년에는 올해 받은 6억엔이라는 연봉에서 9000만엔 삭감된 5억 1천만엔에 계약을 맺었다.

#### 2015년 이후와 은퇴 선언
2015년 시즌을 앞두고 포수에서 1루수로 전향 되어 개막 후 1루수로 출전했지만, 아이카와 료지가 이탈한 것도 있고 급히 4월 3일의 한신 타이거스전에서 다시 포수로 복귀했다. 그러면서 이를 기념하는 4월 15일 "I'm back! T셔츠"가 발매되었다. 4월 18일 오른쪽 허벅지 뒤의 찢어지면서 등록 말소되었다.그러다가 7월 1일 히로시마 카프전에서 통산 350홈런을 달성했다. 자율 훈련에서 하이 페이스로 맹연습한 영향으로 개막 전에 피로가 축적했었고 여러번 이탈하면서 2015 시즌에 111경기 출전에 타율 0.242,15홈런,47타점의 성적으로 끝났다, 그리고 클라이맥스 시리즈 파이널 시리즈에서는 타율. 688을 기록했다. 연봉은 선수의 감액 제한인 40% 가까운 36%(1억 8400만엔)다운을 받아들이고 3억 2600만엔으로 서명했다.
2016년 시즌 다카하시 요시노부 감독의 방침으로 다시 포수 등록으로 돌아왔지만 시범 경기에서 어깨에 위화감을 기억하고 등록 말소되고 개막 두 군에서 맞았다. 5월 31일의 오릭스 버팔로스전에서 일군 복귀하는 홈런을 때렸다.이어 7월 8일 요코하마 DeNA 베이스타스전부터 8월 10일 DeNA전까지 23경기 연속 안타를 기록하고 자기 최장 연속 안타가 되었다. 최종적으로 2016 시즌에 91경기 출전에 규정 타석에는 도달 못했지만 타율. 310,12홈런, 52타점을 기록하며 4번으로 곳에서 활약을 보였다. 1루수 또는 지명 타자로 출전하는 프로 진출 후 처음으로 포수로 출전이 0시즌이 되었다. 연봉은 6600만엔 하락 2억 6000만엔(추정)으로 되었다.
2017년 시즌 다시 내야수 등록이 됐다. 3월 31일 주니치 드래곤스와의 개막전에서 오노 유다이에게 홈런을 날렸고 자신의 첫 시즌 첫 타석에서 홈런을 기록하고 4월 하루의 주니치전에서도 타지마 신지부터 역전 끝내기 3점 홈런을 터뜨렸다.6월 18일 지바 롯데 마린스전에서 사사키 센하야부터 홈런을 뽑아 통산 382홈런으로 하라 다쓰노리 前 감독이 선수시절 통산 홈런 기록을 이뤘다. 또 두번째 타석에서 2타석 연속 홈런을 기록하고 통산 383홈런으로 하라 다쓰노리 前 감독을 제치고 구단 역대 단독 3위를 차지했다. 8월 13일의 히로시마 카프전에서 이마무라 타케루에서 안타로 일본프로야구(NPB)사상 49번째의 통산 2,000안타를 달성했다. 1980년 시바타 이사오 이후 37년만 5번째, 또 21세기 이후의 요미우리의 드래프트 지명 선수 사상 최초의 쾌거였다.요미우리의 등번호 10번을 붙인 선수는 2,000안타 달성자가 3명(아베의 전의 성취자는 장훈과 고마다 노리히로)배출되게 되었다. 거기에 3년 만에 내야수 등록이 되고 처음으로 규정 타석에 도달했고 타율은.262로 부진했지만 17년 연속 2자릿수 홈런이 된 15홈런·76타점을
기록했다.
2018년 시즌을 앞두고 오카모토 카즈마의 비약에 의한 주전을 뺏기고 부상 이외의 이유로는 처음 개막 선발을 벗어났다. 그 후에는 주로 대타로의 출장이 계속되었지만 출전 기회를 얻지 못했다가 첫 안타는 4월 29일로 늦춰졌다. 그래도 곳에서 활약이 빛나고, 10월 1일 도쿄 야쿠르트 스왈로스전에서는 10호 홈런을 날렸다.이것으로 입단 1년차부터 18년 연속으로 2자릿수 홈런으로 기요하라 가즈히로, 장훈에 이어역대 3위를 차지했다.오카모토의 백업으로 스타멘 출장은 적었지만, 일년새 큰 상처도 없이, 한번도 등록 말소되지 않고 끝냈다.
2019년 시즌을 앞두고 요미우리 자이언츠 감독으로 복귀한 하라 다쓰노리와 협의하고 다시 포수로 복귀하기로 결심했다. 고바야시 세이지, 우사미 신고(현 홋카이도 니혼햄 파이터스), 오시로 다쿠조, 그리고 사이타마 세이부 라이온즈에서 FA로 새로 가입한 스기우니 긴지로와의 주전 포수 싸움이 되었다. 하지만 캠프 중에 잦은 부상에 시달리고, 포수는 우사미를 제외하고 3명 체제로 아베는 대타의 카드로 개막 한 군에 들어갔다. 6월 1일 주니치 드래곤스전에서 타지마 신지로부터 홈런을 터뜨리며 사상 19번째 통산 400홈런을 달성했다. 또한 요미우리에서 통산 400홈런 달성은 왕정치, 나가시마 시게오에 이어 3번째이며 요미우리 포수로는 사상 최초의 달성이 되었다.또 포수로 통산 400홈런 달성은 노무라 가쓰야, 다부치 고이치 이후 사상 3번째였다. 포수에서 1666경기 출전했고 포수에서 통산 1000경기 혹은 통산 2000안타를 달성한 통산 400홈런은 노무라에 이어 두번째였다.홈런왕 한번없이 통산 400홈런은 5번째였다.6월 9일 지바 롯데 마린스전에서 타나카 야스히로부터 홈런을 뽑아 통산 229명의 투수에서 홈런을 기록이란 NPB 일본프로야구신기록을 수립했다. 6월 13일 세이부 라이온스전에서 홈런을 뽑아 통산 230명의 투수에서 홈런을 기록하며 기록을 경신했다.인터 리그에서 통산 홈런을 센트럴 리그 첫 60홈런으로 기록.7회에는 아와즈 가이사로부터 2루타를 치다, 사상 42번째(구단의 창업 선수에서는 가와카미 데쓰하루, 나가시마 시게오, 왕정치에 이어 4번째)통산 3502루타를 달성했다. 포수로 400홈런·3502루타를 달성한 선수는 노무라 가쓰야 이후
사상 두번째였다. 센트럴 리그에서는 사상 첫 쾌거였다. 우에하라 고지의 은퇴에 의해 나가시마 감독 시절에 교진에서 재적하고 있던 마지막 현역 선수가 되었다. 그러다가 하라 다쓰노리 감독과 협의하에 2019년 시즌을 마지막으로 현역 은퇴하겠다고 결단하고 9월 23일 도쿄 야쿠르트 스왈로스전 종료 후의 미팅에서 팀 동료가 눈물에 전달했다. 요미우리 자이언츠 공식 트위터와 유튜브채널에서 공개되었고.9월 25일에는 은퇴 기자회견이 열렸다.
9월 27일 요코하마 DeNA 베이스타스와 정규리그 최종전에서 "고마워 신노스케(ありがとう慎之助)"라는 이름 된 기념 경기가 열리면서 2015년 5월 31일 이후 1580일 만에 4번 포수로 출전했다(포수로 출전은 2015년 6월 6일 이후). 첫회는 은퇴 회견에서 스스로 한번 공을 받고 싶다고 이름을 거론하며 내일 첫 선발로 전업한 스콧 매튜손을 좋은 앞서며 2회 구원 등판한 주오 대학(중앙 대학) 후배이기도 한 쿠와하라 타쿠야와 마운드에서 악수를 나누고 1루수 수비를 맡아 4회 말에 나카가와 코오를 상대해 통산 406홈런을 날렸고 8회까지 출전을 계속했다.9월 28일의 야쿠르트전이 시즌 최종전 및 공식전 마지막 경기인 대타로 출전을 했고 주오 대학(중앙 대학) 후배이기도 쿠와하라 타쿠야를 대주자로 보냈다. "이것에 대해서는 "나답다. 사상 처음이잖아? 야구사에 남을 위대한 기록이 아닐까"라고 코멘트했다.
그러다가 아베 신노스케는 일본 시리즈에서는 전체 4경기(1~3차전은 5번 타자로 선발)에 출전, 첫번째 타석에서는 솔로 홈런을 날리는 등 활약했지만 팀은 소프트 뱅크에 4연패를 당하면서 결국 현역생활을 마쳤다.그렇게 일본 시리즈 종료 후, 2020년부터 2군 감독을 맡는 것이 발표되었다. 11월 1일에 공식 은퇴를 했다. 그렇게 아베는 2001년부터 2919년까지 19년 선수생활 동안 통산 2282 경기 출장해 8653 타석,7514 타수, 2132 안타, 406 홈런, 3723 루타, 1285 타점, 996 득점, 통산 타율 0.284를 기록했다.

## 은퇴 이후
아베 신노스케는 은퇴 후 바로 코치수업을 받지 않고 바로 요미우리 자이언츠 2군 감독으로 부임을 했다.
2020년 9월 16일에 모토키 다이스케 1군 수석 코치가 맹장염으로 긴급 입원한 것에 의해, 같은 날의 한신 타이거스전부터 10월 1일의 히로시마 카프전까지 1군 수석 코치 대행으로서 벤치에 들어갔다(기간중은 2군 야수종합코치 무라타 슈이치가 2군 감독 대행을 맡았다.). 
2021년 에도 계속 2군 감독을 맡았지만 2군 공식전 전 일정이 끝난 뒤인 10월 5일부터 1군 작전코치로 배치 전환됐다.(2군 감독 대행은 니오카 도모히로 3군 감독). 2022년 시즌부터는 1군 작전 겸 디펜스 치프 코치로 취임.

## 에피소드
이승엽이 요미우리 자이언츠에서 활약했을 당시 팀 내에서 절친한 사이로 잘 알려져 있는 아베는 2006년에 이승엽이 시즌 중 타격 부진에 시달려 슬럼프를 겪고 있을 무렵 한국어로 직접 작성한 메시지를 보내 이승엽의 타격 슬럼프에서 벗어났다는 에피소드가 있었다. 그가 이승엽에게 직접 한국어로 작성한 메시지를 이렇게 남겼다.

당신(이승엽)은 나쁠 때도 좋을 때도 거인(요미우리)의 4번 타자입니다. 모두를 끌어가는 선수이니 괴로울 때도, 분할 때도, 잘 되지 않을 때도 한 명이라고 생각하지 말고 모두가 뒤에서 지지해 주고 있습니다. 언제라도 말을 걸어와 주세요. 당신은 반드시 할 수 있습니다.— --아베 신노스케

또 2007년 4월 15일에 야쿠르트와의 경기가 종료된 후 다카하시 히사노리와 공동으로 수훈 선수로 선정, 히어로 인터뷰 도중 한국어로 “최고입니다!”(最高です)라고 말해 대한민국에서도 큰 화제가 된 적이 있었다.
특히나 아베 신노스케는 2군 감독시절에 논란의 중심에 있었다. 바로 경기에서 뛰지 못한 선수에게 벌주(징벌로서의 러닝)를 시키고 있어 비판을 받았었다. 
2020년 3월 22일 와세다 대학교 야구부와의 프로암 교류전에서 패했기 때문에 이 경기에서 벤치를 지킨 선수 모두에게 벌주를 시켰다.이에 대해 다르빗슈 유는 다다음날 24일 트위터에 비판적인 글을 올렸다. 그리고 같은 해 11월 28일 미야자키 피닉스 리그 경기에서 부진했던 오타 류, 호리오카 하야토에게 강판 후 벌주를 시켰다.
동년 12월 11일에 개최된 「요미우리 쿄진군 2020 시즌 감사제 in 국기관」에서, 아베는 다르빗슈로부터의 비판도 언급하면서, 내년 시즌도 벌주를 
부과할 것을 명언했다.

## 기타
일본의 야구 만화 《크게 휘두르며》의 등장 인물인 포수 ‘아베 다카야’의 원래 이름은 ‘아베 신노스케’였지만 실제로 이 선수가 있는걸 알게 된 작가는 ‘아베 다카야’로 바꾸게 되었다. 하지만 이 선수가 데뷔하기 전부터 생각하던 이름이였고 같은 포수라는 사실에 작가는 놀라웠다고 한다.

## 상세 정보

### 출신 학교
- 야스다가쿠엔 고등학교
- 주오 대학

### 선수 경력
프로팀 경력
- 요미우리 자이언츠(2001년 ~ 2019년)

지도자 경력
- 요미우라 지이언츠 2군 감독(2020년 ~ 2021년 10월)
- 요미우리 자이언츠 1군 작전코치(2021년 10월 5일 ~ 2021년 12월)
- 요미우리 자이언츠 1군 작전 겸 디펜스 수석코치(2022년 ~ 현재)

국가 대표 경력
- 2000년 시드니 올림픽 일본 국가대표
- 2008년 베이징 올림픽 일본 국가대표
- 2009년 월드 베이스볼 클래식 일본 국가대표
- 2013년 월드 베이스볼 클래식 일본 국가대표

### 수상·타이틀 경력

#### 타이틀
- 수위 타자: 1회(2012년)
- 타점왕: 1회(2012년)
- 최고 출루율: 1회(2012년)

#### 수상
- MVP: 1회(2012년)
- 일본 시리즈 MVP: 1회(2009년)
- 일본 시리즈 우수 선수상: 1회(2012년)
- 일본 시리즈 특별상 - 모두가 선택하는 코나미상: 1회(2012년)
- 올스타전 MVP: 2회(2007년 2차전, 2010년 1차전)
- 올스타전 감투 선수상: 1회(2015년 1차전)
- 베스트 나인: 9회(2002년, 2007년 ~ 2014년)
- 골든 글러브상: 4회(2002년, 2008년, 2013년, 2014년)
- 월간 MVP: 6회(2004년 4월, 2009년 9월, 2010년 6월, 2012년 6월, 2012년 8월, 2012년 9월)
- 우수 JCB·MEP상: 2회(2004년, 2005년)
- 최우수 JA 전농 Go·Go상: 1회(2011년)
- JA 전농 Go·Go상: 2회(최다 도루 저지상: 2011년 8월, 최다 2·3루타상: 2011년 9월)
- 도쿄 돔 MVP: 3회(2005년, 2011년, 2012년)
- 최우수 배터리상: 6회(2002년, 2007년 ~ 2009년, 2012년, 2014년)[4]
- 한일 클럽 챔피언십 MVP: 1회(2009년)
- 센트럴·퍼시픽 교류전 우수 선수상(닛폰 생명상): 1회(2010년)
- 월간 사요나라상: 1회(2012년 8월)
- ‘조지아혼’상: 1회(2011년도 제7회)
- 쇼리키 마쓰타로상: 1회(2012년)
- 일본 프로 스포츠 대상: 1회(2012년)
- 스피드업상: 1회(2013년)
- 호치 프로 스포츠 대상: 3회(2007년, 2012년, 2013년)

### 개인 기록

#### 첫 기록
- 첫 출장·첫 선발 출장: 2001년 3월 30일, 대 한신 타이거스 1차전(도쿄 돔), 8번·포수로서 선발 출장, 5타수 2안타 4타점
- 첫 타석·첫 안타·첫 타점: 상동, 2회말에 호시노 노부유키로부터 우중간에 2점 적시 2루타
- 첫 도루: 2001년 4월 11일, 대 주니치 드래곤스 2차전(나고야 돔), 9회초에 2루 안착(투수: 이모토 나오키, 포수: 스즈키 후미히로)
- 첫 홈런: 2001년 4월 13일, 대 요코하마 베이스타스 1차전(도쿄 돔), 5회말에 가와하라 류이치로부터 우중간에 선제 솔로 홈런
- 첫 사구: 2001년 4월 15일, 대 요코하마 베이스타스 3차전(도쿄 돔), 4회말에 셰인 바워스로부터

#### 기록 달성 경력
- 통산 100홈런: 2005년 8월 10일, 대 요코하마 베이스타스 14차전(도쿄 돔), 4회말에 미우라 다이스케로부터 우월 솔로 홈런 ※역대 241번째
- 통산 150홈런: 2008년 5월 3일, 대 도쿄 야쿠르트 스왈로스 7차전(메이지 진구 야구장), 9회초에 이가라시 료타로부터 우월 3점 홈런 ※역대 146번째
- 통산 1000경기 출장: 2009년 5월 4일, 대 한신 타이거스 6차전(한신 고시엔 구장), 8번·포수로서 선발 출장 ※역대 430번째
- 통산 1000안타: 2009년 6월 8일, 대 도호쿠 라쿠텐 골든이글스 4차전(도쿄 돔), 6회말에 이사카 료헤이로부터 좌전 안타 ※역대 253번째
- 통산 200홈런: 2009년 9월 18일, 대 도쿄 야쿠르트 스왈로스 20차전(메이지 진구 야구장), 7회초에 가토 미키노리로부터 중월 3점 홈런 ※역대 95번째
- 통산 250홈런: 2011년 5월 18일, 대 도호쿠 라쿠텐 골든이글스 2차전(클리넥스 스타디움 미야기), 7회초에 나가이 사토시로부터 우월 솔로 홈런 ※역대 55번째
- 통산 몸에 맞는 볼 100개: 2012년 6월 30일, 대 주니치 드래곤스 8차전(도쿄 돔), 3회말에 오가사와라 다카시로부터 ※역대 18번째
- 통산 1500경기 출장: 2013년 4월 4일, 대 요코하마 DeNA 베이스타스 2차전(요코하마 스타디움), 4번·포수로서 선발 출장 ※역대 177번째
- 통산 1500안타: 2013년 4월 7일, 대 주니치 드래곤스 3차전(도쿄 돔), 7회말에 고바야시 마사토로부터 우전안타 ※역대 113번째
- 통산 300홈런: 2013년 4월 21일, 대 히로시마 도요 카프 6차전(MAZDA Zoom-Zoom 스타디움 히로시마), 7회초에 나카무라 교헤이로부터 우월 2점 홈런 ※역대 38번째(포수로서는 노무라 가쓰야, 다부치 고이치에 이은 세 번째)
- 통산 1000타점: 2014년 6월 7일, 대 사이타마 세이부 라이온스 4차전(도쿄 돔), 5회말에 기시 다카유키로부터 우월 솔로 홈런 ※역대 42번째(포수로서는 노무라 가쓰야, 다부치 고이치, 후루타 아쓰야, 다니시게 모토노부에 이은 다섯번째)
- 통산 3000루타: 2014년 7월 25일, 대 주니치 드래곤스 13차전(나고야 돔), 2회초에 오노 유다이로부터 유격 내야 안타 ※역대 53번째
- 통산 2루타 300개: 2014년 9월 21일, 대 도쿄 야쿠르트 스왈로스 22차전(도쿄 돔), 1회말에 오가와 야스히로로부터 좌중간에 적시 2루타 ※역대 62번째
- 통산 350홈런: 2015년 7월 1일, 대 히로시마 도요 카프 13차전(도쿄 돔), 8회말에 도다 다카야로부터 중월 솔로 홈런 ※역대 28번째
- 통산 2000경기 출장：2017년 5월 20일、対 요코하마 DeNA 베이스타스 8차전(요코하마 스타디움, 4번·1루수로 선발 출장(※역대 50번째)
- 통산 3500루타：2017년 8월 3일、대 도쿄 야쿠르트 스왈로스 16차전(메이지 진구 야구장), 1회초에 호시 토모야에게서 중전안타(※역대 29번째)
- 통산 2000안타：2017년 8월 13일、대 히로시마 도요 카프 20회전(MAZDA Zoom-Zoom 스타디움 히로시마)、9회초에 이마무라 다케루으로부터 우전 안타(※역대 49번째)
- 통산 400홈런：2019년 6월 1일、대 주니치 드래곤스 10회전(도쿄 돔)、6회말에 다지마 신지로부터 우월 솔로 홈런(※역대 19번째)
- 통산 2루타 350개：2019년 6월 13일、대 사이타마 세이부 라이온스 3차전 (세이부 돔)、7회초에 아와즈 가이시로부터 중전 2루타 (※역대 42번째)
- 통산 150사구：2019년 8월 9일、대 도쿄 야쿠르트 스왈로스 18차전、5회 말에 오가와 야스히로부터 사구 (※역대 5번째)

#### 기타
- 월간 홈런: 16개(2004년 4월) ※프로 야구 2위 타이
- 올스타전 출장: 12회(2003년, 2004년, 2006년 ~ 2015년)
- 포수로서의 연간 최고 타율 기록(.3404) ※2012년
- 교류전 통산 홈런:60개 ※센트럴 리그 기록
- 통산 볼넷:152개 (왼쪽 타자 최다 기록)
- 포수로 통산 400홈런·3502루타(센트럴 리그 최초로 사상 두번째)

### 등번호
- 10(2001년 ~ 2019년)
- 80(2020년 ~ )

### 연도별 타격 성적
| 연 도      | 소 속      | 경 기 | 타 석 | 타 수 | 득 점 | 안 타 | 2 루 타 | 3 루 타 | 홈 런 | 루 타 | 타 점 | 도 루 | 도 루 자 | 희 생 번 | 희 생 플 | 볼 넷 | 고 4 | 사 구 | 삼 진 | 병 살 타 | 타 율 | 출 루 율 | 장 타 율 | O P S |
| ---------- | ---------- | ----- | ----- | ----- | ----- | ----- | ------- | ------- | ----- | ----- | ----- | ----- | -------- | -------- | -------- | ----- | ---- | ----- | ----- | -------- | ----- | -------- | -------- | ----- |
| 2001년     | 요미우리   | 127   | 428   | 386   | 40    | 87    | 18      | 0       | 13    | 144   | 44    | 3     | 0        | 2        | 2        | 31    | 7    | 7     | 79    | 9        | .225  | .293     | .373     | .666  |
| 2002년     | 요미우리   | 127   | 511   | 446   | 62    | 133   | 26      | 0       | 18    | 213   | 73    | 4     | 1        | 4        | 3        | 46    | 12   | 12    | 81    | 10       | .298  | .377     | .478     | .854  |
| 2003년     | 요미우리   | 94    | 371   | 314   | 46    | 95    | 15      | 1       | 15    | 157   | 51    | 1     | 1        | 3        | 4        | 40    | 6    | 9     | 52    | 7        | .303  | .392     | .500     | .892  |
| 2004년     | 요미우리   | 108   | 436   | 379   | 61    | 114   | 22      | 1       | 33    | 237   | 78    | 0     | 0        | 1        | 0        | 43    | 1    | 13    | 87    | 6        | .301  | .391     | .625     | 1.016 |
| 2005년     | 요미우리   | 130   | 534   | 476   | 56    | 143   | 16      | 0       | 26    | 237   | 86    | 0     | 2        | 0        | 6        | 51    | 4    | 1     | 78    | 15       | .300  | .365     | .498     | .863  |
| 2006년     | 요미우리   | 129   | 497   | 452   | 39    | 133   | 26      | 2       | 10    | 193   | 56    | 0     | 2        | 4        | 2        | 35    | 4    | 4     | 76    | 8        | .294  | .349     | .427     | .776  |
| 2007년     | 요미우리   | 140   | 580   | 499   | 72    | 137   | 20      | 0       | 33    | 256   | 101   | 1     | 2        | 3        | 10       | 57    | 7    | 11    | 76    | 17       | .275  | .355     | .513     | .868  |
| 2008년     | 요미우리   | 125   | 484   | 428   | 60    | 116   | 27      | 0       | 24    | 215   | 67    | 1     | 1        | 4        | 0        | 44    | 5    | 8     | 66    | 17       | .271  | .350     | .502     | .852  |
| 2009년     | 요미우리   | 123   | 462   | 409   | 63    | 120   | 20      | 2       | 32    | 240   | 76    | 1     | 1        | 2        | 7        | 34    | 0    | 10    | 87    | 9        | .293  | .357     | .587     | .943  |
| 2010년     | 요미우리   | 140   | 569   | 498   | 85    | 140   | 27      | 2       | 44    | 303   | 92    | 0     | 0        | 1        | 1        | 58    | 3    | 11    | 91    | 8        | .281  | .368     | .608     | .976  |
| 2011년     | 요미우리   | 114   | 437   | 390   | 45    | 114   | 21      | 0       | 20    | 195   | 61    | 1     | 1        | 2        | 1        | 35    | 2    | 9     | 66    | 12       | .292  | .363     | .500     | .863  |
| 2012년     | 요미우리   | 138   | 556   | 467   | 72    | 159   | 22      | 1       | 27    | 264   | 104   | 0     | 0        | 2        | 8        | 69    | 6    | 9     | 47    | 11       | .340  | .429     | .565     | .994  |
| 2013년     | 요미우리   | 135   | 529   | 422   | 81    | 125   | 17      | 0       | 32    | 238   | 91    | 0     | 0        | 0        | 6        | 86    | 9    | 15    | 59    | 8        | .296  | .427     | .564     | .991  |
| 2014년     | 요미우리   | 131   | 526   | 459   | 49    | 114   | 24      | 0       | 19    | 195   | 57    | 1     | 3        | 0        | 2        | 58    | 5    | 7     | 77    | 16       | .248  | .340     | .425     | .765  |
| 2015년     | 요미우리   | 111   | 419   | 343   | 44    | 83    | 14      | 0       | 15    | 142   | 47    | 0     | 0        | 0        | 4        | 64    | 1    | 8     | 84    | 9        | .242  | .370     | .414     | .784  |
| 2016년     | 요미우리   | 91    | 387   | 335   | 43    | 104   | 13      | 0       | 12    | 153   | 52    | 0     | 1        | 1        | 3        | 44    | 1    | 4     | 55    | 8        | .310  | .394     | .457     | .850  |
| 2017년     | 요미우리   | 129   | 512   | 455   | 41    | 119   | 13      | 0       | 15    | 177   | 76    | 0     | 1        | 1        | 7        | 41    | 1    | 8     | 67    | 13       | .262  | .329     | .389     | .718  |
| 2018년     | 요미우리   | 95    | 223   | 198   | 22    | 49    | 6       | 0       | 11    | 88    | 46    | 0     | 0        | 1        | 1        | 21    | 2    | 2     | 55    | 6        | .247  | .324     | .444     | .769  |
| 2019년     | 요미우리   | 95    | 192   | 158   | 15    | 47    | 8       | 0       | 7     | 76    | 27    | 0     | 0        | 0        | 2        | 28    | 2    | 4     | 23    | 1        | .297  | .411     | .481     | .892  |
| 통산：19년 | 통산：19년 | 2282  | 8653  | 7514  | 996   | 2132  | 355     | 9       | 406   | 3723  | 1285  | 13    | 16       | 31       | 69       | 885   | 78   | 152   | 1306  | 190      | .284  | .368     | .495     | .863  |

- 2019년 시즌 종료 기준.
- 굵은 글씨는 시즌 최고 성적.
- 2011년에는 규정 타석에 9타석이 부족했지만 규칙에 의해 최고 장타율 타자가 됐다.[5]

### 연도별 타격 성적 소속 리그내에서의 순위
| 연도 | 연령 | 소속 리그   | 타율 | 안타 | 2루타 | 3루타 | 홈런 | 타점 | 도루 | OPS  |
| ---- | ---- | ----------- | ---- | ---- | ----- | ----- | ---- | ---- | ---- | ---- |
| 2001 | 23   | 센트럴 리그 | -    | -    | -     | -     | -    | -    | -    | -    |
| 2002 | 24   | 센트럴 리그 | -    | -    | 10위  | -     | -    | 9위  | -    | 7위  |
| 2003 | 25   | 센트럴 리그 | -    | -    | -     | -     | -    | -    | -    | -    |
| 2004 | 26   | 센트럴 리그 | -    | -    | -     | -     | 8위  | -    | -    | 2위  |
| 2005 | 27   | 센트럴 리그 | -    | -    | -     | -     | -    | -    | -    | 10위 |
| 2006 | 28   | 센트럴 리그 | -    | -    | -     | -     | -    | -    | -    | -    |
| 2007 | 29   | 센트럴 리그 | -    | -    | -     | -     | 5위  | 4위  | -    | 9위  |
| 2008 | 30   | 센트럴 리그 | -    | -    | 9위   | -     | 7위  | -    | -    | 10위 |
| 2009 | 31   | 센트럴 리그 | 10위 | -    | -     | -     | 2위  | -    | -    | 1위  |
| 2010 | 32   | 센트럴 리그 | -    | ‐    | -     | -     | 3위  | 6위  | -    | 2위  |
| 2011 | 33   | 센트럴 리그 | -    | -    | -     | -     | 4위  | 9위  | -    | -    |
| 2012 | 34   | 센트럴 리그 | 1위  | 4위  | -     | -     | 2위  | 1위  | -    | 1위  |
| 2013 | 35   | 센트럴 리그 | 6위  | -    | -     | -     | 3위  | 3위  | -    | 3위  |
| 2014 | 36   | 센트럴 리그 | -    | -    | -     | -     | -    | -    | -    |      |
| 2015 | 37   | 센트럴 리그 | -    | -    | -     | -     | -    | -    | -    |      |
| 2016 | 38   | 센트럴 리그 | -    | -    | -     | -     | -    | -    | -    |      |
| 2017 | 39   | 센트럴 리그 | -    | -    | -     | -     | -    | -    | -    |      |
| 2018 | 40   | 센트럴 리그 | -    | -    | -     | -     | -    | -    | -    |      |
| 2019 | 41   | 센트럴 리그 | -    | -    | -     | -     | -    | -    | -    |      |

- ‘-’는 10위 미만(타율, OPS는 규정 타석에 도달하지 않은 경우도 ‘-’와 표기)

### 연도별 수비 성적
| 연도 | 포수 | 포수 | 포수  | 포수 | 포수 | 포수     | 포수   | 포수      | 포수      | 포수   | 포수   | 1루  | 1루  | 1루  | 1루  | 1루  | 1루    |      |
| 연도 | 경기 | 척살 | 보살  | 실책 | 병살 | 패스트볼 | 수비율 | 도루 시도 | 도루 허용 | 도루자 | 저지율 | 경기 | 척살 | 보살 | 실책 | 병살 | 수비율 |      |
| ---- | ---- | ---- | ----- | ---- | ---- | -------- | ------ | --------- | --------- | ------ | ------ | ---- | ---- | ---- | ---- | ---- | ------ | ---- |
| 2001 | 125  | 846  | 63    | 4    | 8    | 6        | .996   | 68        | 44        | 24     | .353   | -    | -    | -    | -    | -    | -      |      |
| 2002 | 126  | 1013 | 65    | 6    | 15   | 9        | .994   | 50        | 30        | 20     | .400   | -    | -    | -    | -    | -    | -      |      |
| 2003 | 93   | 772  | 51    | 7    | 4    | 4        | .992   | 61        | 39        | 22     | .361   | -    | -    | -    | -    | -    | -      |      |
| 2004 | 108  | 894  | 56    | 2    | 10   | 4        | .998   | 56        | 38        | 18     | .321   | -    | -    | -    | -    | -    | -      |      |
| 2005 | 98   | 793  | 55    | 8    | 10   | 1        | .991   | 72        | 53        | 19     | .264   | 32   | 263  | 14   | 3    | 14   | .989   |      |
| 2006 | 128  | 916  | 83    | 3    | 7    | 7        | .997   | 88        | 49        | 39     | .443   | -    | -    | -    | -    | -    | -      |      |
| 2007 | 139  | 1001 | 74    | 8    | 9    | 8        | .993   | 70        | 50        | 20     | .286   | -    | -    | -    | -    | -    | -      |      |
| 2008 | 122  | 914  | 82    | 4    | 15   | 4        | .996   | 79        | 50        | 29     | .367   | -    | -    | -    | -    | -    | -      |      |
| 2009 | 107  | 715  | 67    | 4    | 7    | 5        | .995   | 80        | 54        | 26     | .325   | 10   | 71   | 5    | 0    | 6    | 1.000  |      |
| 2010 | 137  | 958  | 94    | 1    | 10   | 7        | .999   | 97        | 61        | 36     | .371   | 5    | 41   | 1    | 2    | 5    | .955   |      |
| 2011 | 112  | 758  | 75    | 2    | 12   | 3        | .998   | 61        | 41        | 20     | .328   | 1    | 4    | 0    | 0    | 0    | 1.000  |      |
| 2012 | 116  | 788  | 70    | 7    | 8    | 1        | .992   | 57        | 37        | 20     | .351   | 21   | 175  | 7    | 3    | 17   | .984   |      |
| 2013 | 119  | 858  | 71    | 1    | 5    | 5        | .999   | 76        | 48        | 28     | .368   | 5    | 39   | 4    | 0    | 3    | 1.000  |      |
| 2014 | 111  | 699  | 69    | 1    | 12   | 3        | .999   | 66        | 48        | 18     | .273   | 24   | 175  | 8    | 1    | 15   | .995   |      |
| 2015 | 25   | 167  | 16    | 0    | 0    | 0        | 1.000  | 18        | 9         | 9      | .500   | 78   | 652  | 35   | 2    | 44   | .997   |      |
| 2016 | -    | -    | -     | -    | -    | -        | -      | -         | -         | -      | -      | 84   | 705  | 37   | 10   | 68   | .987   |      |
| 2017 | -    | -    | -     | -    | -    | -        | -      | -         | -         | -      | -      | 115  | 962  | 45   | 5    | 76   | .995   |      |
| 2018 | -    | -    | -     | -    | -    | -        | -      | -         | -         | -      | -      | 41   | 272  | 9    | 1    | 13   | .996   |      |
| 통산 | 통산 | 1666 | 12092 | 991  | 58   | 132      | 73     | .996      | 999       | 651    | 348    | .348 | 416  | 3359 | 165  | 27   | 261    | .996 |

- 2018년도 시즌 종료시
- 각 연도의 굵은 글씨는 시즌 최고 성적.
- 굵직한 해에골든글러브상수상